# Église Saint-Laurent de Cruéjouls
L'église Saint-Laurent de Cruéjouls est une église située à Cruéjouls, en France.

## Localisation
L'église est située sur la commune de Cruéjouls, dans le département français de l'Aveyron.

## Historique
L'édifice est inscrit au titre des monuments historiques en 1928.